# Hatice
Hatice [hatid͡ʒe] ist ein weiblicher Vorname.

## Herkunft und Bedeutung
Hatice ist ein türkischer und kurdischer Name arabischer Herkunft. Abgeleitet wurde er von dem arabischen Namen Khadija, dem Namen (Chadīdscha bint Chuwailid) der ersten Ehefrau des Propheten Mohammed.

## Namensträgerinnen

### Osmanische Zeit
- Hatice Sultan († 1538) (um 1494–1538), osmanische Prinzessin
- Hatice Sultan († 1743) (um 1660–1743), osmanische Prinzessin
- Hatice Sultan (1768–1822), osmanische Prinzessin
- Hatice Sultan (1870–1938), osmanische Prinzessin

### Vorname
- Hatice Aksoy-Woinek (* 1968), deutsche Pädagogin und Autorin
- Hatice Akyün (* 1969), deutsch-türkische Journalistin und Schriftstellerin
- Hatice Ayten (* 19**), deutsche Dokumentarfilm-Regisseurin
- Hatice Beril Dedeoğlu (1961–2019), türkische Politikerin
- Hatice Duman (* 1974), türkisch-kurdische Journalistin
- Hatice Yıldız Levent (* 1954), türkische Sängerin Muazzez Ersoy
- Hatice Kübra Yangın (* 1989), türkische Taekwondoin